# Lijst van beschermd erfgoed in de gemeente Berdorf
In deze lijst van beschermd erfgoed in de gemeente Berdorf (Bäerdref) zijn alle geclassificeerde nationale monumenten van de Luxemburgse gemeente Berdorf opgenomen.

## Monumenten per plaats

### Bollendorf-Pont(Bollenduerfer-Bréck)
| Object                                      | Bouwjaar/architect | Locatie               | Datum beschermd? | Coördinaten                   | Afbeelding |
| ------------------------------------------- | ------------------ | --------------------- | ---------------- | ----------------------------- | ---------- |
| Reconstructie van het oude station Grundhof |                    | 25, route de Diekrich | 14.05.1991 (IS)  | 49° 50' 57" NB, 6° 21' 14" OL |            |

## Bron
- Liste des immeubles et objets classés monuments nationaux ou inscrits à l'inventaire supplémentaire